# Пухер, Рене
Рене Пухер (словац. René Pucher; род. 2 декабря 1970 года, Прешов, Чехословакия) — бывший словацкий хоккеист, игравший на позиции центрального нападающего.

## Карьера
Выступал за ХК «Кошице», ХК «Прешов», ХК «Тургау», ХК «Лозанна», «Гавіржов Пантерз», МХК «Мартин».
В составе национальной сборной Словакии провел 84 матча (20 голов); участник зимних Олимпийских игр 1994, участник чемпионатов мира 1994 (группа C), 1995 (группа B), 1996 и 1997.

## Достижения
- Чемпион Словакии (1995, 1996, 1999), серебряный призер (1994, 1997, 1998)
- Обладатель Континентального кубка (1997).